# Saint-Georges-de-Baroille
Saint-Georges-de-Baroille – miejscowość i gmina we Francji, w regionie Owernia-Rodan-Alpy, w departamencie Loara.
Według danych na rok 1990 gminę zamieszkiwały 282 osoby, a gęstość zaludnienia wynosiła 19 osób/km² (wśród 2880 gmin regionu Rodan-Alpy Saint-Georges-de-Baroille plasuje się na 1347. miejscu pod względem liczby ludności, natomiast pod względem powierzchni na miejscu 779.).